# 梅尼勒拉孔泰斯
梅尼勒拉孔泰斯（法語：Mesnil-la-Comtesse，法語發音：[mɛnil la kɔ̃tɛs]）是法国奥布省的一个市镇，属于特鲁瓦区。

## 地理
梅尼勒拉孔泰斯（48°29'48"N, 4°11'44"E）面积0.95 平方千米，位于法国大東部大區奥布省，该省份为法国中北部省份，北起马恩省，西接塞纳-马恩省，西南至约讷省，东南至科多尔省，东临上马恩省。
与梅尼勒拉孔泰斯接壤的市镇（或旧市镇、城区）包括：奥布河畔圣纳博尔、沃普瓦松。

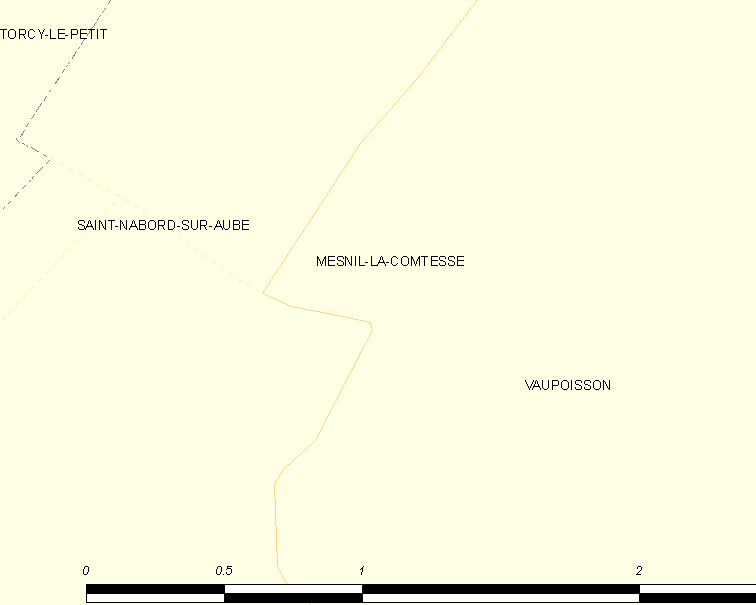
梅尼勒拉孔泰斯的OSM定位图

梅尼勒拉孔泰斯的时区为UTC+01:00、UTC+02:00（夏令时）。

## 行政
梅尼勒拉孔泰斯的邮政编码为10700，INSEE市镇编码为10235。

## 政治
梅尼勒拉孔泰斯所属的省级选区为奥布河畔阿尔西县。

## 人口

1962-2008年间梅尼勒拉孔泰斯人口变化图示

梅尼勒拉孔泰斯于2022年1月1日时的人口数量为56人。